# Phyllonorycter sagitella
Phyllonorycter sagitella là một loài bướm đêm thuộc họ Gracillariidae. Nó được tìm thấy ở Fennoscandia và miền bắc Nga to Pyrenees, Ý và România và from Đảo Anh to miền nam Nga.

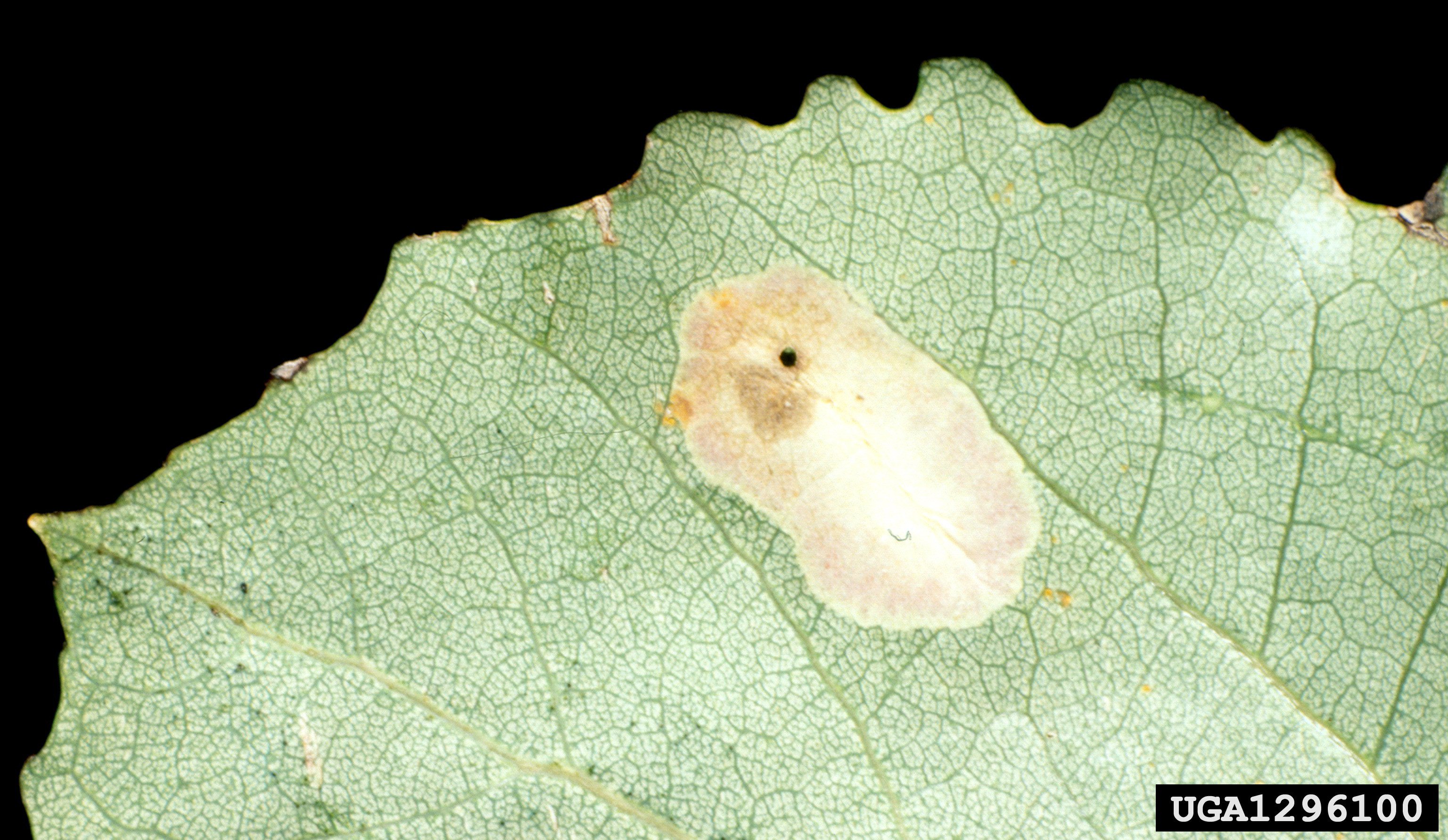
Damage

Sải cánh dài 8,5-9,5 mm. Có hai lứa trưởng thành một năm, with larvae in tháng 6 và again từ tháng 8 đến tháng 10, và adults on wing in tháng 5 và một lần nữa vào tháng 7 và tháng 8.
Ấu trùng ăn Populus tremula. Chúng ăn lá nơi chúng làm tổ. They create a lower surface oval tentiform mine without a fixed position on the leaf. The mine is yellowish, sometimes tinged with red và turns black when old. The frass is stacked in one corner of the mine. The pupa is almost black và made in a very flimsy cocoon.